# Kreuzigungsfenster (Fitz-James)

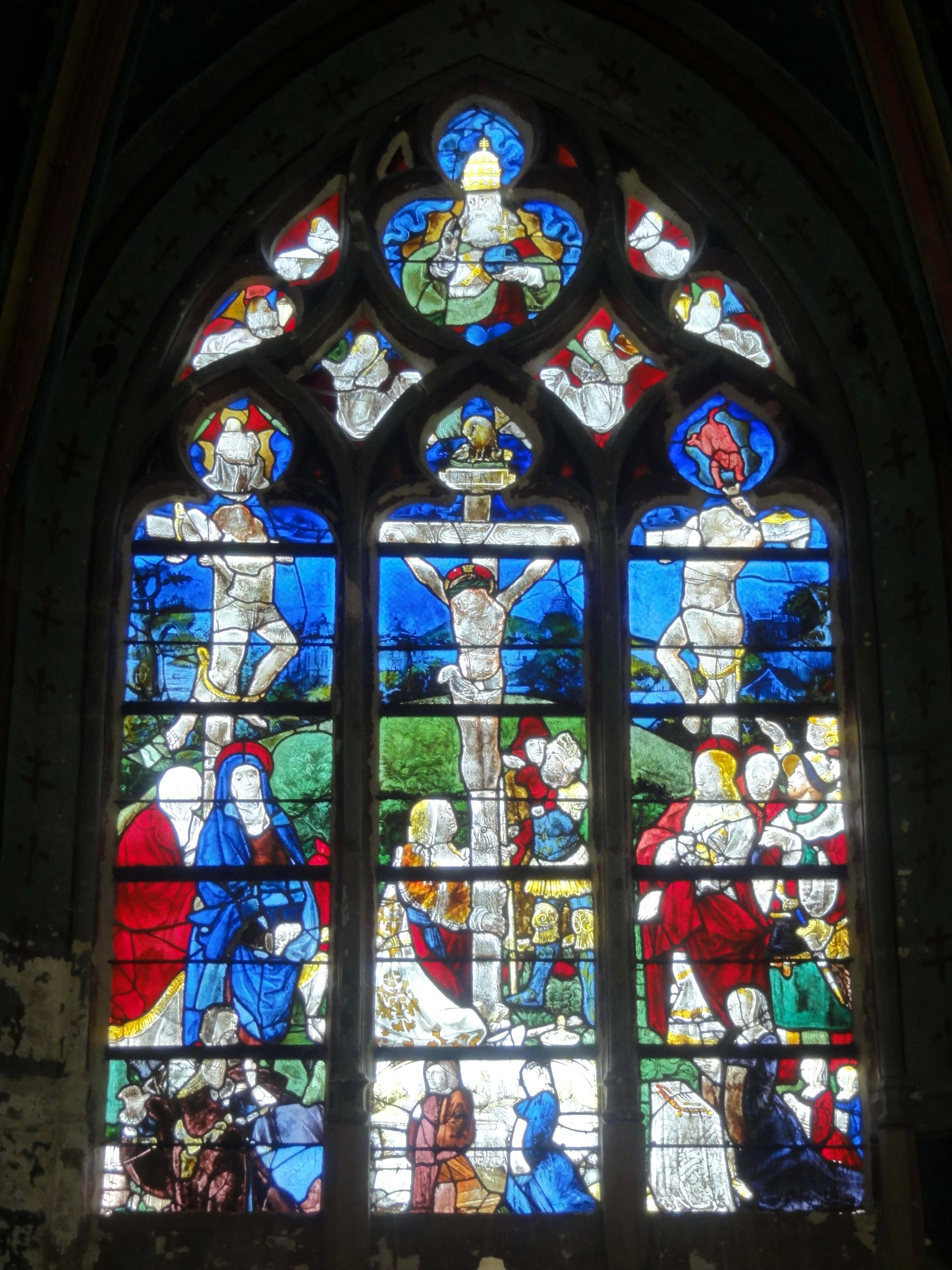
Kreuzigungsfenster in Fitz-James

Das Kreuzigungsfenster in der katholischen Pfarrkirche St-Pierre-St-Paul in Fitz-James, einer französischen Gemeinde im Département Oise in der Region Hauts-de-France, wurde in der ersten Hälfte des 16. Jahrhunderts geschaffen. Das Bleiglasfenster im Stil der Renaissance wurde im Jahr 1906 als Monument historique in die Liste der denkmalgeschützten Objekte (Base Palissy) in Frankreich aufgenommen.

## Beschreibung
Das drei Meter hohe und zwei Meter breite Fenster Nr. 0 an zentraler Stelle im Chor stammt aus einer unbekannten Werkstatt. Es zeigt auf drei Lanzetten eine Kreuzigungsszene mit der Kreuzigung Jesu, links daneben steht Maria und rechts der Apostel Johannes mit anderen Jüngern. Maria Magdalena hat ihre Arme um das Kreuz geschlungen. Am unteren Rand sind kniend der Stifter und die Stifterin mit ihren Kindern zu sehen. Im Maßwerk ist Gott der Vater umgeben von Engeln, die die Arma Christi in den Händen halten, dargestellt. 
Das Fenster wurde nach 1918 vom Atelier Claude Courageux in Crèvecœur-le-Grand restauriert.